# Condado de Cayuga
El condado de Cayuga (en inglés: Cayuga County) fundado en 1799 es un condado en el estado estadounidense de Nueva York. En el 2000 el condado tenía una población de 81.963 habitantes en una densidad poblacional de 46 personas por km². La sede del condado es Auburn.

## Geografía
Según la Oficina del Censo, el condado tiene un área total de 2238 km² (864,1 mi²), de la cual 1795 km² (693,1 mi²) es tierra y 440 km² (169,9 mi²) (19,74%) es agua.

## Demografía
En el 2000 la renta per cápita promedia del condado era de $37.487, y el ingreso promedio para una familia era de $44.973. En 2000 los hombres tenían un ingreso per cápita de $33.356 versus $23.919 para las mujeres. El ingreso per cápita para el condado era de $18.003 y el 11,10% de la población estaba bajo el umbral de pobreza nacional.

### Carreteras principales
- Interestatal 90 (New York State Thruway)
- U.S. Route 20
- Ruta Estatal de Nueva York 5
- Ruta Estatal de Nueva York 31
- Ruta Estatal de Nueva York 34
- Ruta Estatal de Nueva York 38
- Ruta Estatal de Nueva York 90
- Ruta Estatal de Nueva York 104

## Localidades

### Ciudades
Auburn 

### Pueblos
Aurelius |
Brutus |
Cato |
Conquest |
Fleming |
Genoa |
Ira |
Ledyard |
Locke |
Mentz |
Montezuma |
Moravia |
Niles |
Owasco |
Scipio |
Sempronius |
Sennett |
Springport |
Sterling |
Summerhill |
Throop |
Venice |
Victory 

### Villas
Aurora |
Cato |
Cayuga |
Fair Haven |
 Meridian |
Moravia |
Port Byron |
Union Springs |
Weedsport

### Lugares designados por el censo
Melrose Park 